# Synephippius obvius
Synephippius obvius is een rechtvleugelig insect uit de familie van de sabelsprinkhanen (Tettigoniidae). De wetenschappelijke naam van deze soort is voor het eerst voorgesteld als Platystolus obvius door Longinos Navás in een publicatie uit 1904.
Deze soort komt voor in de Spaanse Pyreneeën en de zuidelijke uitlopers ervan.